# Cariua sulphurea
Cariua sulphurea là một loài bọ cánh cứng trong họ Cerambycidae.